# Brandon Novak

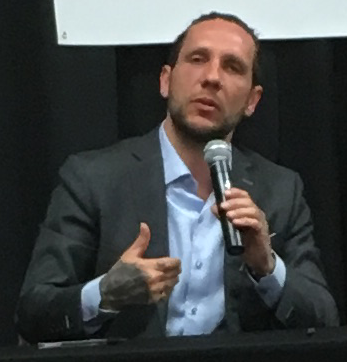
Brandon Novak (2018)

Brandon Novak (* 10. Dezember 1978 in Baltimore, Maryland) ist ein US-amerikanischer Motivationsredner, ehemaliger Profi-Skateboarder und ehemaliges Mitglied der „CKY-Crew“. In den Videos der CKY-Filmreihe trat er mitunter unter dem Pseudonym Dreamseller („Traum-Verkäufer“) auf.

## Drogensucht
Von Novak ist bekannt, dass er von seinem 15. Lebensjahr an heroinabhängig war. Zwar konnte er diese Sucht seit 2003 erfolgreich in Reha-Kliniken und durch Entzugsprogramme bekämpfen, jedoch gab er zu, seit 2007 Kokain und häufig Alkohol und Schmerzmittel zu konsumieren. Der Song Killing Loneliness von der finnischen Band HIM wurde laut Frontmann Ville Valo von Novaks Aussage, er nehme Heroin, um seine „Einsamkeit zu töten“, inspiriert.
Seit Mai 2015 ist Novak „clean“ und hält Vorträge in einer Rehabilitationsklinik, um anderen Drogensüchtigen zu helfen.

## Dreamseller
Im Oktober 2008 erschien das Buch Dreamseller, das von Novak und Joe Frantz geschrieben wurde. Es handelt von Novaks Leben während seiner Heroinabhängigkeit. Die Produktion einer Verfilmung war Anfang 2007 geplant, wurde jedoch gestoppt, als Novak rückfällig wurde. Bam Margera, der sich selbst im Film spielt, verkündete Ende 2007, dass die Produktion des Films wieder aufgenommen wird. Der Film erschien 2009 unter dem Titel Dreamseller: The Brandon Novak Documentary.

## Filmographie (Auswahl)
- 2000: CKY2K
- 2001: CKY3
- 2002: CKY4: The Latest & Greatest
- 2003–2005: Viva La Bam (TV)
- 2003: Haggard
- 2006: Jackass: Nummer Zwei
- 2007: Bam's Unholy Union

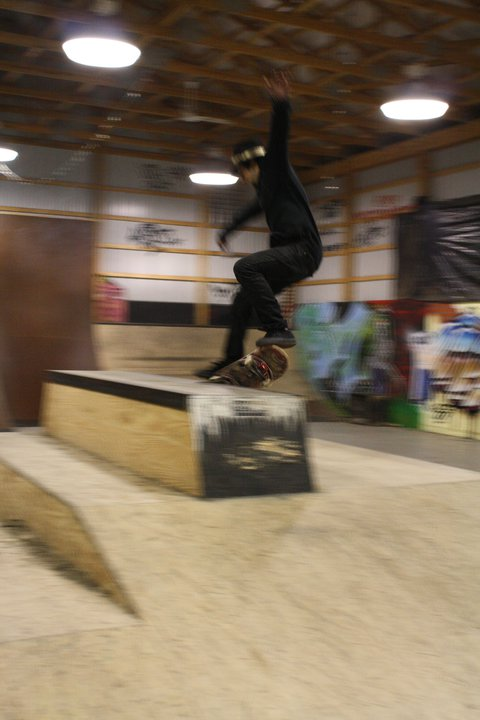
Novak beim Skaten (2010)

- 2008: Bam Margera Presents: Where the ♯$&% Is Santa?
- 2010: Jackass 3D
- 2011: Jackass 3.5